# Humboldt (Tennessee)
Humboldt è un comune degli Stati Uniti d'America, situato nello Stato del Tennessee, diviso tra la Contea di Gibson e la Contea di Madison.